# Марцин Билиця
Марцин Билиця, також відомий як Марцин з Олькуша (нар. 1433 р. в Олькуші, пом. 1493 р.) — польський астроном, астролог і лікар.

## Біографія
Син міщанина Яна, водопровідного наглядача за водогонами в Олькуші. Ймовірно, навчався в парафіяльній школі в Олькуші.
Між 1461 і 1466 роками він перебував в Італії, де познайомився з Регіомонтаном, австрійським астрономом, з яким він створив астрономічні таблиці та написав «Діалог між віденцем і краків'янином про марення Герарда з Кремони про планетарні теорії» (лат. Disputationes inter Viennensem et Cracoviensem super Cremonensia in planetarum theoriae deliramenta) — критику застарілого підручника астрономії. Викладав в університетах Падуї та Болоньї. З 1466 року він перебував в Угорщині, де обіймав посаду професора в Ісполітанській Академії, а пізніше в Академії в Буді.
Він постачав Краківській академії астрономічні інструменти, що збереглися донині.
В Олькуші є вулиця його імені.

## Твори
- Vitae archiepiscoporum gnesnensium, po 1680, wyd. częściami po łac. i niem.: W. Mitzler Warschauer Bibliothek, 1754, cz. 3-4; Acta litteraria Regni Poloniae…, 1755, cz. 1 (przekł. polski: M. Szyszko-Bohusz Żywoty arcybiskupów gnieźnieńskich, wyd. M. Malinowski, t. 1-5, Wilno 1852—1860)